# Jürgen Faik
Jürgen Faik (* 22. Dezember 1963 in Frankfurt am Main) ist ein deutscher Wirtschaftswissenschaftler mit Schwerpunkt Verteilungs- bzw. Armutsforschung.
Faik studierte Volkswirtschaftslehre und Soziologie in Frankfurt/Main (1983–95) und schloss mit einer Promotion ab.
Faik war Lehrbeauftragter für Volkswirtschaftslehre und Statistik an der Fachhochschule Frankfurt/Main sowie für Volkswirtschaftslehre an der Universität Lüneburg. Seit 1996 ist er als Experte für Verteilungs-/Armutsforschung Mitarbeiter für den Verband Deutscher Rentenversicherungsträger bzw. die Deutsche Rentenversicherung Bund tätig. Bis April 2014 war er außerdem Geschäftsführer der Faik & Mager GbR („FaMa – Neue Frankfurter Sozialforschung“).
Seit 2014 ist er Privatdozent an der Universität Vechta mit der Lehrberechtigung für Gerontologie. Ferner ist Faik Lehrbeauftragter für Volkswirtschaftslehre an der Hochschule Darmstadt.

## Veröffentlichungen
- Äquivalenzskalen – Theoretische Erörterung, empirische Ermittlung und verteilungsbezogene Anwendung für die Bundesrepublik Deutschland. Duncker & Humblot, Berlin 1995. ISBN 3-428-08442-X
- Grundlagen der Volkswirtschaftslehre : eine Einführung in die Volkswirtschaftslehre für ökonomisch Interessierte. Logos-Verlag, Berlin 2006. ISBN 3-8325-1145-8
- Elementare Wirtschaftsstatistik. Logos Verlag, Berlin 2007. ISBN 978-3-8325-1482-2
- Schnellkurs Volkswirtschaftslehre. Wiley, Weinheim 2014. ISBN 3-527-53005-3
- Demografischer Wandel und Wohlstandsverteilung; eine sozioökonomische Analyse für die Bundesrepublik Deutschland. LIT, Berlin 2014. ISBN 978-3-643-12719-8
- Verteilung und Umverteilung von Wohlstand. Bestandsaufnahme und Folgen der sozialen Polarisierung in Deutschland. Mohr Siebeck, Tübingen 2015. ISBN 978-3-16-153713-4
- Schnellkurs Wirtschaftsmathematik. Wiley, Weinheim 2015, ISBN 978-3-527-53035-9
- Statistik für Wirtschafts- und Sozialwissenschaftler. Wiley, Weinheim 2015, ISBN 978-3-527-53038-0
- Statistik mit SPSS: Alles in einem Band für Dummies. Wiley, Weinheim 2018, ISBN 978-3-527-71367-7
- Mathematik für Wirtschaftswissenschaftler für Dummies. Wiley, Weinheim 2019, ISBN 978-3-527-71539-8